# ヤング図形
数学において、ヤング盤（ヤングばん、英: Young tableau） および ヤング図形（ヤングずけい、英: Young diagram）とは、表現論で使われる組合せ論的図式である。これは、対称群の群表現を記述しその性質を調べるのに便利である。
ヤング盤は、ケンブリッジ大学の英国人牧師・数学者アルフレッド・ヤング (Alfred Young, 1873-1940) により 1900年に導入された。その理論は、アルフレッド・ヤング自身およびアラン・ラスクー (Alain Lascoux)、パーシー・マクマホン (Percy Alexander MacMahon)、ギルバート・ロビンソン (Gilbert de Beauregard Robinson)、ジァン・カルロ・ロータ (Gian-Carlo Rota)、マルセル・ポール・シュッツェンベルジェ（Marcel-Paul Schützenberger）、リチャード・スタンレー（Richard P. Stanley）その他の数学者により、さらに発展した。

## 定義

### ヤング図形

分割 10 = 5 + 4 + 1 のヤング図形

ヤング図形あるいはフェラーズ図形（フェラーズずけい、英: Ferrers diagram）とは、数 n の分割を表現する方法である。n を正整数とする。分割とは、n をいくつかの正整数の和として
n = k1 + k2 + … + km
k1 ≧ k2 ≧ … ≧ km
と表すことである。この分割は i 行目は ki 個の箱をもつ m 行からなる合計 n 個の箱により表現できる。これをヤング図形という。ここで、各行は左寄せにする。
この分割を k = (k1, k2, …, km) とする。このとき、k に共役な分割（英: partition conjugate to k）とは、各列の箱の数からなる n の分割のことをいう。つまり、各ヤング図形に対し、対角線に沿って縦横を反転した共役ヤング図形が存在する。
右上図は、分割 10 = 5 + 4 + 1 に対応するヤング図形である。この共役分割は、 10 = 3 + 2 + 2 + 2 + 1 である。

### ヤング盤

ヤング盤は、ヤング図形を1つ取り、同図形の n 個の箱に 1, 2, …, n の数を、以下の制約に基づいて埋めることによって得られる。
- 各行で、数は左から右に増加する。
- 各列で、数は上から下に増加する。

各数が1つの箱に必ず1回きり現れるとき、その盤を標準盤（英: standard tableau）という。右上図は、分割 10 = 5 + 4 + 1 に対応する標準盤の一つである。
半標準盤（英: semi-standard tableaux）は、この変種で、全ての数が盤に現れる必要はない代わりに、ある数が複数個の箱に現れうるものである。半標準盤では、上の最初の制約が、以下のように弱められる。
- 各行で、数は左から右に非減少である。

半標準盤は、1, 2, …, t のどの数も持ちうる。ここで一般に、t は特定されている。この集合 1, 2, …, t から全ての数が半標準盤に現れる必要はなく、またある数は複数回現れても良い。数は列の中では増加しなければならないので、半標準盤が存在するためには、t ≧ m が必要である。

## 表現論における応用
ヤング図形は、対称群の複素数体上の既約表現と一対一対応をもつ。これは、既約表現を構成するヤング対称子（英: Young symmetriser）を特定するのに便利である。対応するヤング図形から、表現に関する多くの事実を推論することができる。以下に、表現の次元を決定する例と、表現の制限の例の2つを記述する。両方の例において、そのヤング図形を使うだけで、表現のある性質を決定できることを見る。

### 表現の次元

分割 λ に対応する既約表現 πλ の次元は、その表現のヤング図形から得られる異なるヤング盤の数に等しい。この数は、フック長の公式から計算できる。
ヤング図形 λ の中のある箱  x のフック長（英: hook length） hook(x) とは、同一行の右にある箱の数と同一列の下にある箱の数の和に 1 （その箱自身）を加えた数である。フック長の公式によると、既約表現 πλ の次元は、n! を、同表現のヤング図形の全箱のフック長の積で割った数に等しい。
{\displaystyle \dim \pi _{\lambda }={\frac {n!}{\prod \limits _{x\in \lambda }\operatorname {hook} (x)}}}
右上図では、分割 10 = 5 + 4 + 1 に対応するヤング図形の全箱のフック長を、各箱内に記している。
これにより、
{\displaystyle \dim \pi _{\lambda }={\frac {10!}{1\cdot 1\cdot 1\cdot 2\cdot 3\cdot 3\cdot 4\cdot 5\cdot 5\cdot 7}}=288}
である。

### 表現の制限
n − 1 個の要素の対称群 Sn−1 は自然に n 個の要素の対称群 Sn の部分群と見なすことができる。このことから、任意の n 次対称群 Sn の表現 V は、 n − 1 次対称群 Sn−1 の表現と見なせる。これを表現 Vの制限（英: restriction）という。一般に既約表現の制限は既約になるとは限らない。そこで対称群 Sn の既約表現に対応するヤング図形が与えられたとき、その制限の直和成分として現れる既約表現に対応するヤング図形を決定することが問題となる。
その答えは、対称群 Sn の表現のヤング図形から一つ箱を取り除き、その結果が依然として正しいヤング図形になる場合のヤング図形に対応するものに一致する。

### 表現の誘導
他方、対称群 Sn の部分群 Sn−1 の表現 W を Sn の表現に“持ち上げる”ことができる。これを誘導表現（英: induced representation）と呼ぶ。一般に既約表現の誘導表現は既約とは限らないため、部分群 Sn−1 の既約表現に対応するヤング図形が与えられたとき、その誘導表現の直和成分として現れる既約表現に対応するヤング図形を決定することが問題となる。
その答えは、Sn−1 の表現のヤング図形に一つ箱を追加しても、その結果が依然として正しいヤング図形になる場合のヤング図形に対応するものに一致する。

### 表現の構成
ヤング盤は、対称群の任意の体の上の表現を構成し、その構造を研究することもできる。
正標数の場合には、これらの表現は既約とは限らない。

## 関連図書
将来追加予定
- 寺田至：「ヤング図形のはなし」、日本評論社、ISBN 978-4-535-60135-2 (2002年8月).
- 洞彰人：「対称群の表現とヤング図形集団の解析学」、数学書房、ISBN 978-4-90334254-2（2017年4月25日).
- W. フルトン：「ヤング・タブロー: 表現論と幾何への応用」、丸善出版、ISBN 978-4-62130389-4 (2019年6月17日).
- 岩尾慎介：「ヤング盤の組合せ論：非可換シューア関数入門」、共立出版、ISBN 978-4-320-11585-9 (2025年7月3日).